# Omeleta à la Follembuche
Omeleta à la Follembuche (ve francouzském originále L'Omelette à la Follembuche) je jednoaktová opereta či opéra bouffe francouzského skladatele Léa Delibese na libreto Eugèna Labiche a Marc-Michela (vl. jm. Marc-Antoine-Amédée Michel). Měla premiéru 8. června 1859 v pařížském divadle Théâtre des Bouffes-Parisiens.

## Vznik a charakteristika díla
Skladatel Léo Delibes již jako dvacetiletý uvedl dvě své operety – Dvě staré ošetřovatelky a Šest slečen na vdávání – v divadle Bouffes-Parisiens, které založil a vedl Jacques Offenbach. Obě díla vznikla ještě v době, kdy možnosti tohoto divadla byly značně svázány úředními omezeními, zejména co do počtu jednajících (a zpívajících) postav. V roce 1857 však byly tyto podmínky uvolněny, což umožnilo používat větší množství zpěváků či herců a dokonce sbor. Nové možnosti úspěšně využily Offenbachovy Dámy z tržnice a především Orfeus v podsvětí. Tato opéra bouffe od svého prvního uvedení zaznamenala nevídaný úspěch a hrála se bez přestání, a proto i Delibesova následující opereta, hotová již na podzim a zkoušená nejméně od prosince 1858, musela na své uvedení dlouho čekat.
Nakonec se její premiéra konala ve středu 8. června 1859, a to na zahajovacím představení divadla Bouffes-Parisiens v jeho letním působišti v tzv. Lacazově sále na Avenue des Champs-Élysées, jeho malé jeviště nebylo pro pokračování v představeních Orfea v podsvětí vhodné. Premiéru Delibesovy Omelety doplňovala méně náročná jednoaktová opereta Ostrov lásky (L'Île d'Amour) Alfreda Deléhella a repríza Offenbachova Zasnoubení při lucernách.

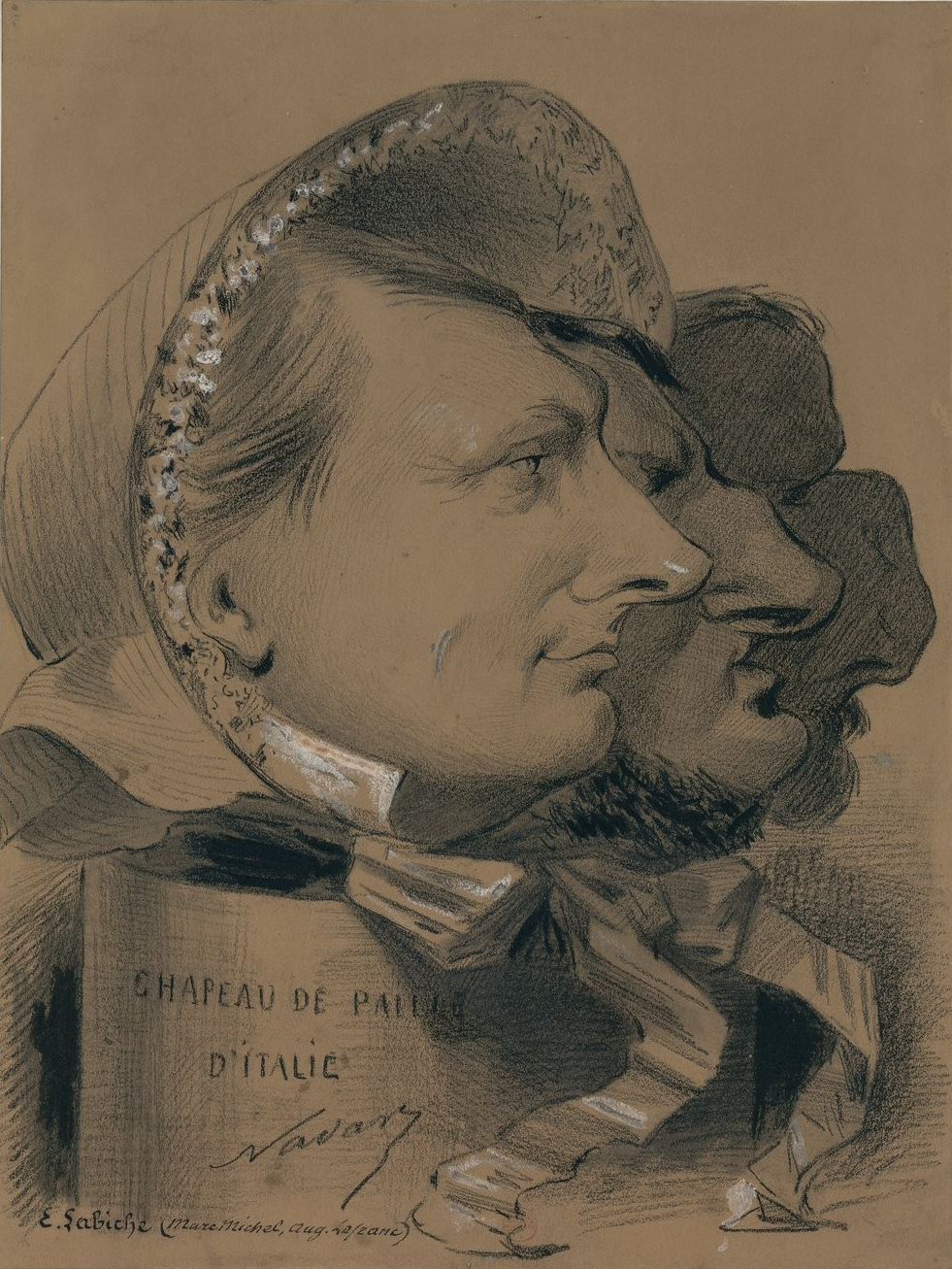
Libretisté Eugnène Labiche a Marc-Michel se svým spolupracovníkem Auguste, Lefrancem. Karikatura Nadara odkazující na komedii Slaměný klobouk.

Libreto k Omeletě à la Follembuche napsali dramatici Eugène Labiche (1815–1888) a Marc-Michel (1812–1868), kteří již v té době byli slavní jako autoři komedie-vaudevillu Slaměný klobouk (1851), jedné z nejpopulárnějších francouzských komedií 19. století. Tuto operetu sice zasadili do historického prostředí spíše než do současnosti, ale i v této operetě jde o sérii událostí mařících průběh svatebního dne, při nichž se postavy zoufale snaží udržet si vážnost a pověst za nečekaných dějových zvratů.
Delibesova opereta má sice na rozdíl od Orfea v podsvětí jen jedno dějství, jinak však v ní skladatel plně využil rozšířené možnosti, které nabízelo nové privilegium Bouffes-Parisiens. Uvádí na scénu šest hlavních jednajících a zpívajících postav a početný sbor. Partitura vedle předehry obsahuje jen sedm čísel, která jsou však rozměrnější a náročnější než v předchozích Delibesových pokusech. Předehra ve stylu XVIII. století se zakomponovanou gavotou přechází po signálu mušketýrského rohu hned do rozsáhlé introdukce (č. 1). Gavota se ozve rovněž v romanci Berthy (č. 3), jíž ironicky vyznává nelásku svému budoucímu manželovi. Z kompozičního hlediska je vrcholem Delibesovy partitury následující tercet osob tvořících základní milostný trojúhelník (č. 4), ale popularitu této operetě zajistilo především energetické rondo o titulní omeletě (č. 5); i ono je v rytmu gavoty a jeho téma se objevuje i na samém konci operety jako poslední část finále (č. 7).

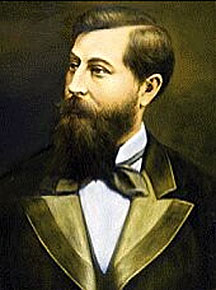
Skladatel Léo Delibes

K úspěchu Omelety à la Follembuche přispěli nemálo i její první interpreti, především populární offenbachovští herci: Léonce, odborník na „rôles travestis“, v roli baronky de Follembuche; Désiré, první Jupiter v Orfeovi v podsvětí, jako markýz de Criquebœuf; nebo slečna Mareschalová, jež se proslavila jako Fleur-de-Soufre v Offenbachově Rytíři Chrupželezovi.
Obecenstvo bylo Omeletou nadšeno a svorně příznivá byla i kritika. Jules Lovy v časopise Le Ménéstrel konstatoval „upřímný a radostný úspěch“; Henri Rochefort v Le Charivari se rozepsal: „Pokud jde o Omeletu à la Follembuche, přes nesourodé ingredience, které do ní zamíchal Léonce, má nejlahodnější chuť; přísady byly tak dobře smíseny, rukojeť pánve tak pevně držena, vejce byla našlehána tak zručně, že si publikum olizovalo prsty.“ Recenzent Revue et Gazette musicale de Paris považoval už libreto za velmi povedené a – při menších rozměrech – nijak nezaostávající za Slaměným kloboukem; podle Benoîta Jouvina v časopisu Le Figaro to byla „velmi zábavná bufonérie [...] ztřeštěnost bez hlavy a paty“.
Podobně byla obecně chválena Delibesova hudba. Podle Revue et Gazette musicale de Paris to byla „jedna z nejkouzelnějších partitur, Offenbachovy vyjímaje, které byly pro Bouffes-Parisiens dosud napsány. Je živá, hbitá, někdy líbezná a vždy elegantní; špatný kus byste v ní hledali marně...“ „Partitura Omelety à la Follembuche obsahuje více skutečné hudby než řada komických oper hraných na nejvznešenějších scénách,“ psal (při příležitosti reprízy roku 1862) V. Téry v revue L'Orchestre. Podle Alberta de Lasalla v Le Monde illustré „[h]udba pana Delibese pomáhá této kulinární buffonérii projít stejně jako omáčka pomáhá v cestě hrdlem rybě.“ Lasalle poukazoval na Delibesovo školení u operního skladatele Adolpha Adama, řazeného ke „škole zvaná populární“. Totéž zdůrazňovali i ostatní recenzenti, například Lovy: „Pan Delibes, jeden z výtečných žáků Adolpha Adama, si přisvojil harmonický styl a některé obraty svého zesnulého mistra; ale dokáže se opřít o vlastní zdroje, to prokáže později, ba to již prokázal.“ Současně však skladateli nepřímo vymezovali meze: „Pan Delibes, zdá se, neslibuje být vážným hudebníkem,“ formuloval to Lasalle. Z jednotlivých hudebních čísel recenzenti svorně vyzdvihovali tercet (č. 4), „skutečný malý hudební klenot“, obsahující „veselí, nápady a žádné vycpávky“, na němž oceňovali „eleganci a melodickou rozmanitost“. Předvídali (oprávněně) také popularitu centrálnímu číslu operety, písni o omeletě (č. 5) „šťastného střihu a snadno uchopitelné melodie“, která „jiskří bujarou komikou“. Jouvin však v této souvislosti varoval: „Popularita je dobrá věc, jejímž úskalím je banalita. Bylo v silách pana Delibese vyhnout se tomu druhému na cestě k tomu prvnímu?“

## Inscenační historie
Přestože Omeletě à la Follembuche uškodilo nasazení na letní sezónu, kdy byly návštěvy slabší, a navíc ji divadlo pro náročnost jejího provedení nasazovalo méně než nenákladné kusy – jako byly Delibesovy Dvě staré ošetřovatelky – dosáhla již v první sezóně velmi dobrých 51 představení. Divadlo Bouffes-Parisiens svou inscenaci úspěšně obnovilo v únoru roku 1862 a odehrálo dalších 18 repríz. V témže roce ohlašovalo toto divadlo Omeletu i na program svého letního vídeňského turné, ale nakonec se na ni nedostalo.
Následně v roce 1866 uvedlo Omeletu à la Follembuche nedávno vzniklé divadlo Théâtre des Fantaisies-Parisiennes; v poměrně úspěšné inscenaci hrál hlavní roli Hippolyte Bonnet. V menších francouzských profesionálních i amatérských divadlech se hrála až do první třetiny 20. století a od třicátých let 20. století ji také často vysílal francouzský rozhlas, ze kterého pocházejí i dvě zachované rozhlasové nahrávky (1959, 1973).
V zahraničí se Omeleta à la Follembuche hrála především ve francouzskojazyčných divadlech; ještě roku 1891 je zmiňována jako jeden z tahounů repertoáru bruselského divadla Alcazar. Mimo frankofonní prostor však byla uváděna zřídka; výjimkou je inscenace v kodaňském divadle Casino roku 1886, kde se v překladu Paula Marcussena pod názvem En Omelet odehrálo šest představení.

## Osoby a první obsazení
| osoba                  | hlasový obor                   | premiéra (8. června 1859)                       |
| ---------------------- | ------------------------------ | ----------------------------------------------- |
| Baronka de Follembuche | tenor buffo (nebo mezzosoprán) | Léonce (vl. jm. Édouard-Théodore Nicole)        |
| Berthe, její neteř     | soprán                         | Marie-Aurélie Mareschal                         |
| Rytíř de Givrac        | tenor                          | Auguste-Charles Geoffroy                        |
| Markýz de Criquebœuf   | tenor (buffo – laruette)       | Désiré (vl. jm. Amable Courtecuisse)            |
| Pertuisan, jeho syn    | baryton (trial)                | Georges-Louis Mesmacre (Mesmaeker)              |
| Zapisovatel            | bas                            | Tautin père (vl. jm. Jacques-Adolphe Vaissière) |
| Nejvyšší podkoní       | mluvená role                   | Antognini                                       |
| Mušketýr               | mluvená role                   | ...                                             |
| Mušketýři a pánové     |                                |                                                 |

## Děj operety
(Odehrává se ve Francii za Ludvíka XV. Interiér velké kuchyně na hradě Criquebœuf.)

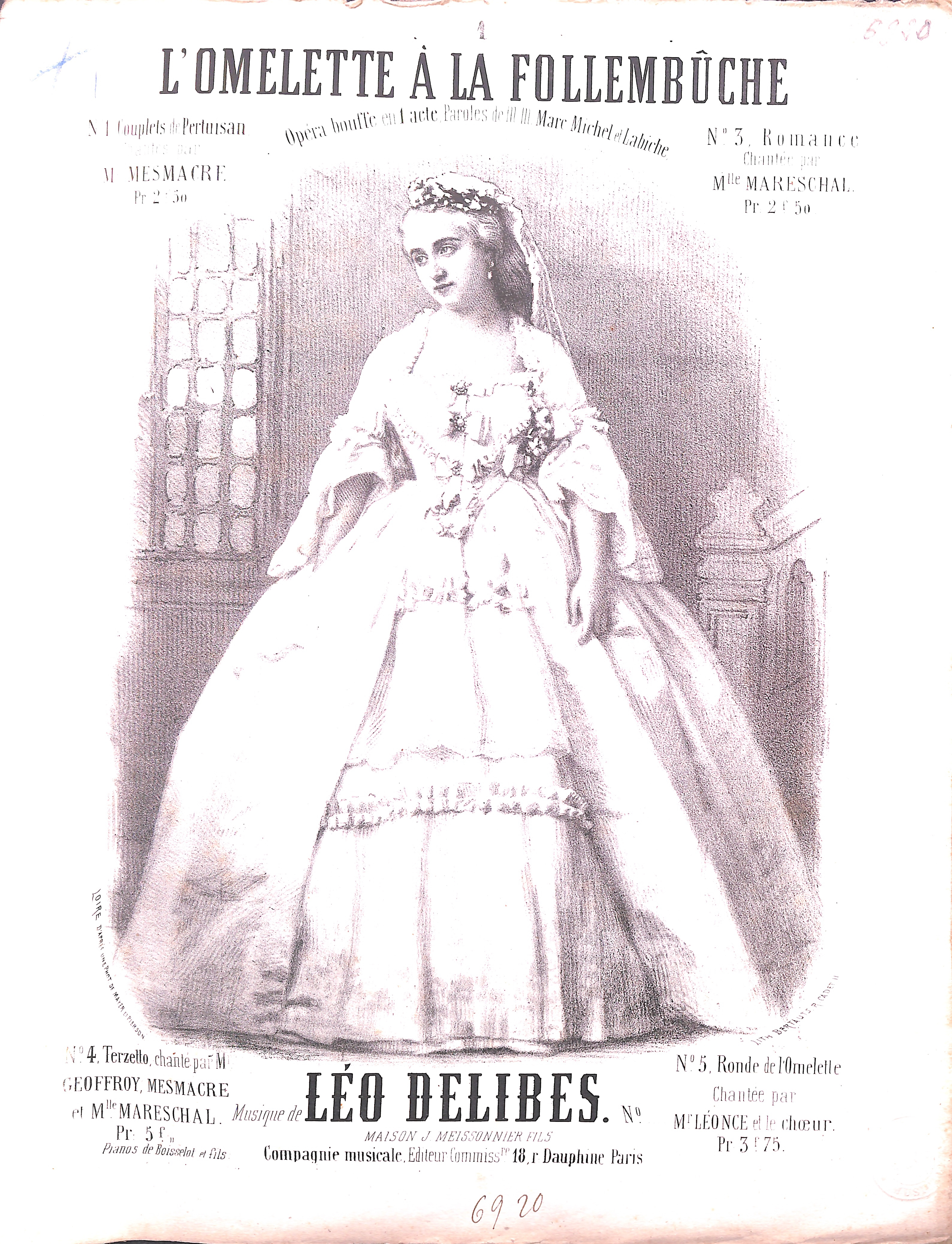
Slečna Mareschalová jako Berthe v Omeletě à la Follembuche

Oddíl mušketýrů vedený Givracem, který se oddálil od krále na lovu, dorazil do hradu Criquebœuf a vniknul do temné místnosti, z níž se vyklube hradní kuchyně. Hluk přivolá syna pána domu, Pertuisaca, který vysvětluje, že nemůže vojákům nabídnout jídlo ani pití, kterého se dožadují. Dnes se totiž žení s neteří baronky de Follembuche a podle dohody se sice svatební smlouva podepisuje zde, svatební hostina se však koná u baronky, kam se také odebralo i veškeré služebnictvo a odneslo veškeré zásoby potravin (introdukce a č. 1 sbor mušketýrů Ouvrez! ouvrez! gens du château! a Pertuisanův kuplet Je suis le petit Pertuisan). Mušketýři chtějí alespoň víno, ale klíč od sklepa má Pertuisanův papá, kterého tedy volají.
Pan Criquebœuf přijde, ale místo pohoštění mušketýry vyhodí, hroze jim rapírem. Poté syna připravuje: svatební průvod už je na cestě sem a nikdo není tak přísný na šlechtickou etiketu jako paní de Follembuche; čest Criquebœufů nesmí být poskvrněna žádným lapsem. Zpozdili se však, a tak místo ceremoniálního setkání na třetím schodu přitáhl svatební průvod až sem do kuchyně. Všichni si stěžují na nevznešené přijetí (č. 2 ansámbl Ah! c'est abominable). Ke všemu se ukáže, že za sebou zavřeli dveře s klíči v zámku a nyní nikdo nemůže z kuchyně ven. Přimějí zdráhavého Pertuisana vylézt oknem po žebříku a ten otevře; Criquebœuf a paní de Follembuche se mezitím dohodli, že si celý příjezd zopakují načisto. Baronka se svým doprovodem vyjdou k třetímu schodu ... (č. 2 bis a 2 ter scénická hudba).
Jenže se objeví Givrac a tvrdí, že na hrad Criquebœuf právě zavítal z lovu král a dožaduje se večeře. Zděšený Criquebœuf posílá někoho na Follembuche, aby dovezli svatební hostinu, jenže tak dlouho král čekat nebude. Nezbývá než rozeslat hosty k nejbližším rolníkům a donést suroviny, jaké najdou, aby mohli něco připravit sami.

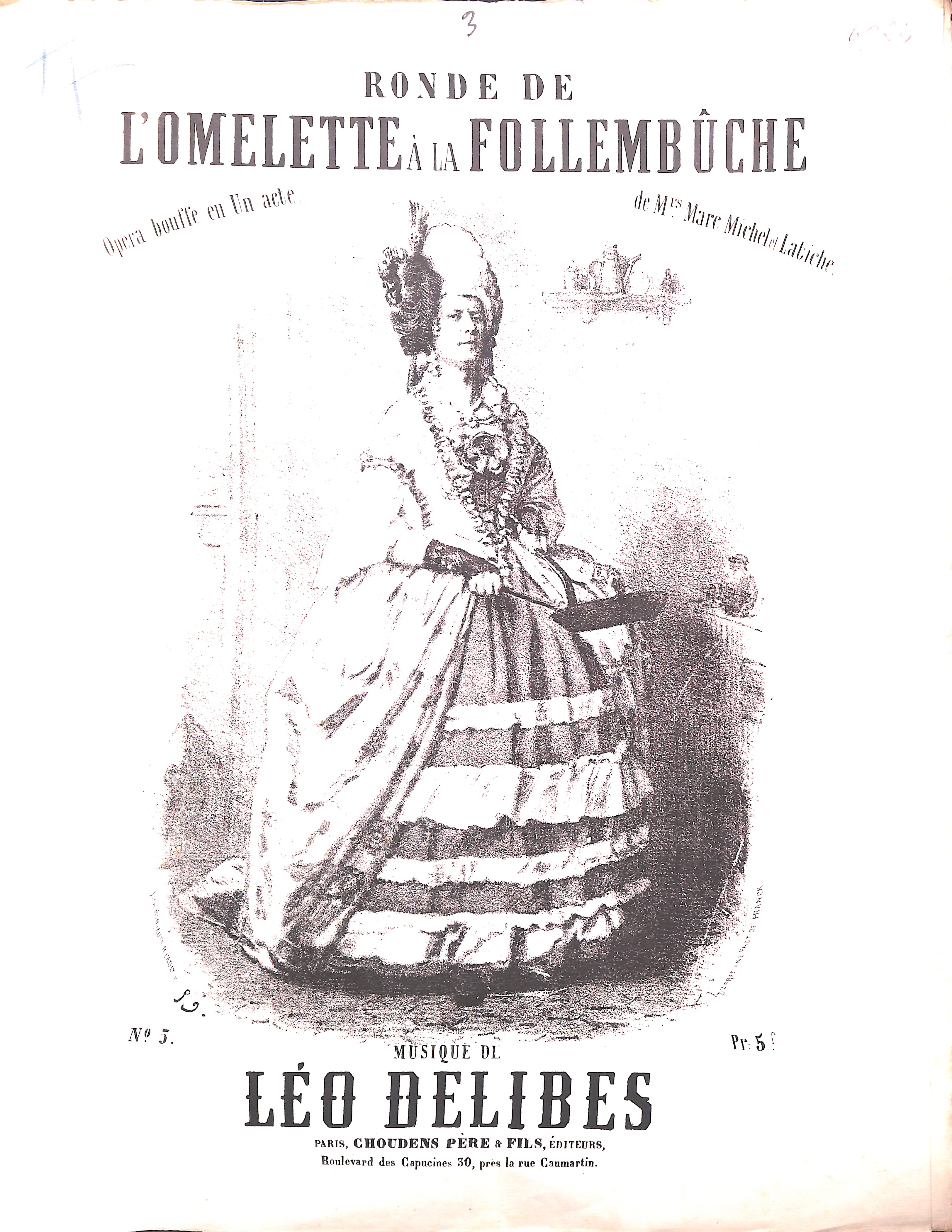
Léonce jako baronka de Follembuche v Omeletě à la Follembuche

Zůstává jen Pertuisan pověřený rozděláním ohně. Po chvíli se objeví jeho snoubenka Berthe a ptá se, co se děje – teta sedí na třetím schodu a čeká! Pertuisan jí vysvětlí, co se stalo, a vyptává se, zda ho má ráda, což Berthe upřímně popře (č. 3 romance Mentir est le plus noir de vices). Vdává se jen z donucení a má ráda někoho jiného. oho, to se ukáže, když vstoupí Givrac. Givrac a Berthe se mají rádi od té doby, kdy byla Berthe na vychování v klášteře. Naivního Pertuisana pošlou do sklepa pro víno a zaklapnou za ním padací dveře (č. 4 tercet Ô ciel! – Berthe! – Le chevalier ... Allez-vous-en!). Vysvětlí si situaci, z níž není mnoho východisek: nechat se unést Berthe odmítá, takže je třeba přesvědčit její tetu, aby změnila své slovo, ale jak?
Mezitím se hosté vracejí. Jediné, co získali, jsou vejce, takže se musí dělat omeleta. Pustí se do toho, ale tu se vrátí baronka, již omrzelo čekání na schodech. Když vidí, že se má dělat omeleta pro krále, ujme se rázně velení (č. 5 rondo o omeletě Pour cette royale omelette ... Flic! flac! floc!). Když jsou skoro hotovi, přiběhne Pertuisan: v hodovní síni není král, jen titíž mušketýři, které vyhodili už ráno! Je ostatně slyšet jejich pijáckou píseň. Všichni se zlobí nad podvodem, jenže je slyšet lovecké fanfáry (č. 5 bis sbor Manon est une belle a fanfára). Objeví se králův nejvyšší podkoní: král zavítal na hrad Criquebœuf a dožaduje se hostiny. Givrac ho běží přivítat, ale svatební hosté to mají za nový žert. Criquebœuf z pomsty navrhne, aby do omelety přidali různé nechutné věci: pepř, zázvor, obsah jeho tabatěrky i barončiny bonboniéry. Jenže sotva omeletu  odnesou: vracejí se zděšeni: v sále je skutečný král! (č. 6 ansámbl Faisons silence, pochod a sbor Grand dieu! C'était le roi!).
To je pro Criquebœufa a paní de Follembuche konec: musí zničenou omeletu rychle odstranit z králova stolu a navíc získat skutečné jídlo. Baronka prosí o pomoc Givraca: přinese-li omeletu bez skandálu zpět, dostane její dceru. Givracovi se to podaří, baronka dostojí slovu a navíc právě dojely kočáry se svatební hostinou. Criquebœuf a jeho syn se musí spokojit se ctí, že mohli na svém hradě hostit Jeho Veličenstvo, a baronka se raduje, že na její omeletu à la Follembuche se hned tak nezapomene (č. 7 finále, repríza ronda Flic, flac, floc).

## Nahrávky
- 1959 (RTF, nevydáno) Hrají a zpívají: (baronka de Follembuche) Fanély Revoil, (Berthe) Christiane Harbell, (Givrac) Aimé Doniat, (Criquebœuf) Gaston Rey, (Pertuisan) René Lenoty, (zapisovatel) Pierre Roi. Orchestre Radio-lyrique de l'ORTF řídí Robert Benedetti.
- 1973 (RTF; CD 1993 Musidisc / Gaieté Lyrique –202392) Zpívají: (baronka de Follembuche) Lina Dachary, (Berthe) Christiane Jacquin, (Givrac) Jean Mollien, (Criquebœuf) René Lenoty, (Pertuisan) Micaël Pieri. Orchestre lyrique de l'ORTF řídí Jean Brebion.